# Stari vek
Stari vek se deli na »pravi« stari vek in antiko, ki se prične okoli leta 3500 pr. n. št. (konec prazgodovine) ter se zaključi leta 476 z razpadom zahodno-rimskega imperija.

## Nastanek prvih državnih lig
Na nastanek prvih držav je vplival zapleten namakalni sistem poljedelstva. V Egiptu je bila vsa zemlja državna last. Za načrtovanje in gradnjo namakalnega sistema so skrbeli državni uradniki. Za red, mir in obrambo pa je skrbela vojska. Država je, da bi zadostila svoje potrebam (plačevanje uradnikov), uvedla davke, zaradi česar se je razvila tudi pisava. Država je nastala zaradi več vzrokov: gospodarskih (namakalno poljedelstvo, razvoj trgovine, širjenje obrti), družbeno vse večja razslojenost med ljudmi), političnih (uveljavitev oblasti, manjše skupine ljudi), vojaških (skrbela je za notranji red in obrambo države). 

## Razvoj prvih visokih civilizacij
Glavni članek: Prve visoke civilizacije
Čas: 5. tisočletje pr. n. št
Prostor: 
- porečje Nila v Egiptu
- porečje Evfrata in Tigrisa v Mezopotamiji
- Ind v Indiji
- Šangovske civilizacije

- prve visoke civilizacije